# Fumbwe
Fumbwe (Kinyarwanda Umurenge wa Fumbwe) ist einer von 14 Sektoren des Distrikts Rwamagana in der Ostprovinz von Ruanda.

## Geographie
Der Sektor Fumbwe hat eine Fläche von 44,0 km². Er setzt sich aus den sechs Zellen Mununu, Nyagasambu, Nyakagunga, Nyamirama, Nyarubuye und Sasabirago zusammen. Nachbarsektoren sind im Norden Giti, im Nordosten Gasange, im Osten Murambi, im Südosten Musha, im Süden Gahengeri, im Südwesten Rusororo, im Westen Gikomeri und im Nordwesten Bukure. Im Norden liegt der Sektor am Muhazi-Stausee.

## Bevölkerung
Nach Stand der Volkszählung von 2022 liegt die Einwohnerzahl bei 33.074. Zehn Jahre zuvor waren es 21.682, was einem jährlichen Bevölkerungszuwachs von 4,3 Prozent zwischen 2012 und 2022 entspricht.

## Verkehr
Durch den Sektor verläuft eine District Road. Entlang der Südgrenze verläuft die Nationalstraße 4.